# Automobiles Ariane
Automobiles Ariane war ein französischer Hersteller von Automobilen.

## Unternehmensgeschichte
Eugène-Alexis Mouillescaux und Mathurin Tarisse gründeten 1906 das Unternehmen in Suresnes und begannen mit der Produktion von Automobilen. Der Markenname lautete Ariane. 1907 endete die Produktion.

## Fahrzeuge
Das einzige Modell war mit einem Einzylindermotor mit 6 PS Leistung ausgestattet. Besonderheit war das Friktions- bzw. Reibradgetriebe. Die offene Karosserie bot Platz für zwei Personen.